# Gil Formosa
Pour les articles homonymes, voir Formosa.
Gil Formosa, né en 1959, est un dessinateur de bande dessinée et un illustrateur français.

## Biographie
Gil Formosa entre dans le monde de la bande dessinée en 1977, engagé par René Goscinny au studio artistique Dargaud, en tant qu'assistant de Morris, et travaille pour le merchandising et la bande dessinée Lucky Luke.
Il travaille brièvement pour l'éditeur Disney Hachette Presse, en encrant la bande dessinée Le papillon qui venait du froid, dessinée par Claude Marin.
À une époque où l’heroic fantasy ne s'était pas encore imposée en France,[réf. nécessaire] le premier des quatre albums de la série Légendes du chevalier Cargal, sur scénario de Daniel Pecqueur, paraît en 1982 dans la collection « Histoires Fantastiques » chez Dargaud, après prépublication dans le magazine Pilote. Le dernier album de Cargal, Le Maître de Brumazar, paraîtra en 1989.
Parallèlement, Gil Formosa signe l'affiche Loïs, l'une de ses premières campagnes publicitaires, succédant ainsi à Jean Giraud, puis viendront, entre autres, les Fêlés des pâtes Lustucru, le martien vert dont Étienne Chatiliez réalisera le premier spot publicitaire. Il travaille pour le cinéma avec l'affiche du film Ladyhawke, la femme de la nuit. En 1991, il conçoit les décors dessinés du tour de chant de Jean-Jacques Goldman. Pour M6, il  réalise des vidéo-clips animés avec les films Daddy DJ, collabore à de nombreux projets de dessins animés et crée les personnages principaux de Totally Spies, la série animée diffusée actuellement sur TF1. Pour les éditions Soleil, il participe à plusieurs collectifs dont Uderzo croqué par ses amis, dessine deux albums Tex Avery pour Glénat. Marvel lui commande une couverture de Conan, Il peint également plusieurs couvertures de comics pour les éditions Semic qui publieront, à Angoulême 2003, un portfolio sur la diversité de son travail.
En Janvier 2003, Gil Formosa signe son retour à la bande dessinée avec une nouvelle série SF/Steampunk chez Albin Michel, sur un scénario de Jean-Marc et Randy Lofficier, Robur :
1. De la Lune à la Terre, le 26 janvier 2003[3],[4]
2. 20 000 ans sous les mers, le 14 janvier 2004
3. Voyage au centre de la Lune, en mars 2005.

Formosa a travaillé sur la création des décors de la « base secrète » du long métrage Double Zéro de Gérard Pirès, sorti en juin 2004.
En Novembre 2005, les éditions Eyrolles publient Colorisation de la BD avec Photoshop : Gil Formosa y dévoile les techniques qu'il utilise pour ses bandes dessinées.
Parallèlement, il illustre plusieurs couvertures de romans d’heroic fantasy et de science-fiction pour les éditions  Albin Michel, Gallimard, Fleuve noir, Le Bélial', Imaginaires Sans Frontières, Marvel, Mnémos, Nestiveqnen, Pinnacle Entertainment Group, Pon, Semic, TimeLine, Z-Man Games etc.
En 2007, Il collabore aux Véritables Légendes urbaines aux Éditions Dargaud, sur un scénario de Corbeyran et Guérin.
Le tome 1 de la nouvelle série BD signée chez Dargaud, Double gauche, avec Corbeyran au scénario paraît le 7 juillet 2006. Le tome 2 (Ivanna) paraît en juillet 2007 et le tome 3 (Mimsy) en juillet 2008.
Le 4 mai 2011, Gil Formosa signe une nouvelle série chez Glénat, Bowen pour laquelle il est à la fois l'auteur et le dessinateur..

## Publications
- Série Cargal, Éditions Dargaud :

1. La Tombe du Borgne, 1982
2. Manhawar, 1984
3. Le Troisième Monde, 1986
4. Le Maître de Brumazar, 1989

- You know what, t. 1 et t. 2, Éditions Glénat, 1996
- Collectif, Uderzo croqué par ses amis, Éditions Soleil, 1996
- Collectif, Bikers, Éditions Soleil, 1997
- Collectif,La Bande à Julien, Éditions Soleil, 1997
- Collectif, Hommage à Morris, Éditions Gem's, 1999
- (en) Collectif, Alan Moore : Portrait of an Extraordinary Gentleman (biographie d'Alan Moore), avec Gary Spencer Millidge et Smoky Man (dir.), dessins de Gil Formosa, Abiogenesis Press, 2003
- Série Robur, Éditions Albin Michel :

1. De la Lune à la Terre, 2003[3],[4]
2. 20.000 ans sous les mers, 2004
3. Voyage au centre de la Lune, 2005

- Portfolio Formosa, Éditions Semic, 2003
- Colorisation de la BD avec Photoshop, Éditions Eyrolles, 2005
- Série Double gauche, Éditions Dargaud :

1. Dustin, 2006[5],[6]
2. Ivanna, 2007[7],[9]
3. Mimsy, 2008

- Collectif, Les Véritables Légendes urbaines, Éditions Dargaud, 2007[10]
- Série Bowen (Sergent-major Bowen), Éditions Glénat :

1. L'Homme le plus haut, 2011[11]
2. L'Homme d'Overground 9, 2012

- Collectif, Emergency, t. 3, Éditions Zephyr, 2012
- Buck Danny, Éditions Dupuis, avec Frédéric Zumbiehl (scénario)

1. La Nuit du Spectre, 2015[12]
2. Defcon One, 2016
3. Vostok ne répond plus, 2018
4. Opération Vektor, 2019[13]
5. Le Pacte !, 2020
6. Programme Skyborg, 2022
7. Air Force One, 2023

### Illustrations de couverture
- Conan le Barbare, n°7, 2001.
- Darkness, n°25.
- Dharkold, n°1.
- Kiwi, nos 563 et 573.
- Rodeo, n°166.
- Strangers, nos 1B et 14B.
- Tomb Raider, n°18.
- Zembla nos 158, 162 et 164.